# Mercuries Taiwan Masters
De Taiwan Masters is een internationaal toernooi voor golfprofessionals. Het werd opgericht in 1987 en telt sinds 2000 mee voor de Aziatische PGA Tour (Asean Tour).
Tegenwoordig is de officiële naam de Mercuries Taiwan Masters. Lu Wen-teh uit Taiwan heeft het toernooi vier keer gewonnen.
Het toernooi wordt gespeeld op de Tamsui-baan van The Taiwan Golf and Country Club. Deze werd in 1914 geopend hoewel er toen pas drie holes klaar waren. Pas in 1919 waren negen holes bespeelbaar en het duurde nog tien jaar voordat de Japanse architect Akahoshi Shiro de uitbreiding tot 18 holes afmaakte. 
Aangezien het de oudste baan van het land is, komen hier ook de bekende spelers vandaan zoals "Mr" Lu Liang-huan, Hsieh Min-nan, Chen Ching-po en Lu Wen-teh, die de Taiwan Masters in 2011 won.

## Winnaars
| Taiwan Masters - 1987: Liang-hsi Chen - 1988: Chie-Hsiung Kuo - 1989: Tze-Chung Chen - 1990: Ching-chi Yuan - 1991: Ter-chang Wang - 1992: Min-Nan Hsieh - 1993: Yu-shu Hsieh - 1994: Lu Wen-teh - 1995: Chin-sheng Hsieh - 1996: Wen-teh Lu - 1997: Gerry Norquist - 1998: Boonchu Ruangkit - 1999: Chang-Ting Yeh | Taiwan Masters (Asean Tour) - 2000: Keng-chi Lin - 2001: Daniel Chopra - 2002: Chi-huang Tsai - 2003: Wen-ko Lin - 2004: Thaworn Wiratchant - 2005: Wei-chih Lu - 2006: Gaurav Ghei - 2007: Wen-teh Lu - 2008: Wen-teh Lu - 2009: Wen-tang Lin - 2010: Pariya Junhasavasdikul - 2011: Wei-chih Lu - 2012: Chi-huang Tsai |